# 米沢市営体育館
米沢市営体育館（よねざわしえいたいいくかん）は、山形県米沢市にある屋内スポーツ施設である。

## 概要
山形県道152号米沢環状線沿いに位置する。米沢市には20のスポーツ施設が存在し、そのうちの1つである。米沢市営体育館を核とし、米沢市営武道館も敷地内に位置する。道路を挟むと米沢市営相撲場や米沢市営北村公園テニスコートもあり、周辺には市営のスポーツ施設が点在しており、管理や受付も米沢市営体育館で行っている。

## 施設概要
- 米沢市営体育館
  - 収容人数 
    - 4,098人
      - 1階：移動席2,000人／立見席560人
      - 2階：移動席1,304人／立見席234人

  - 設備
    - アリーナ（1,694m2）
    - ステージ（396m2）
    - 器具庫
    - ホール
    - ロビー
    - 男女更衣室
    - WCシャワー室
    - 控室

  - 利用競技
    - バレーボール：3面
    - 卓球：20面
    - ソフトバレー：8面
    - バスケットボール：2面
    - バドミントン：8面
    - 軟式テニス（冬期間のみ）：2面
    - 硬式テニス（冬期間のみ）：2面
    - その他、体操などでも使用可能。フットサルや野球などといった施設を破損するおそれのある競技での貸出は行っていない[3]。

## 開館時間
- 午前9時〜午後10時

## 休館日
- 毎週月曜日（国民の祝日にあたる場合は翌日）
- 年末年始（12月29日〜1月3日）

## アクセス・駐車場
- バス
  - 米沢市役所前下車すぐ。
- 車・タクシー
  - 米沢駅前より約10分[4]。
- 徒歩
  - 米沢駅前より約30分[4]。

駐車場は約80台駐車可能。

## 周辺
- 米沢郵便局